# Вперёд (газета, Львов)
«Вперед» — официальный орган Украинской социал-демократической партии (УСДП). Девиз газеты «Пролетарии всех стран, соединяйтесь!».
Первый номер газеты вышел в 17 декабря 1911, последнее число — 1934 г. Всего вышло 813 номеров.
Газета «Вперед» выходила во Львове в 1911—1913 гг, 1918—1922 гг, 1924 г., 1929 г., 1931 г., 1933 г., 1934 г.
Редакторами «Вперед» были: В. Левинский (1911—1912 гг), Ю. Бачинский (1913 г.), П. Буняк (1918—1922 гг, 1931), Е. Гуцало (1918—1919 гг), И. Калятинський (1924 г.), М. Галушко (1929 г.), П. Костюк (1931 г.), Л. Ганкевич (1933 г., 1934 г.).
Газета «Вперед» была основана в декабре 1911 г. группой «молодых» или «сецесионистив» в УСДП, которая после раскола партии на её IV съезде (3-4 декабря 1911 г.) начала издавать собственный печатный орган. В 1913 году вышло четыре номера «Вперед», после этого газета прекратила издание.
27 ноября 1919 издание «Вперед» восстановлено. В ноябре 1918—1919 годов «Вперед» выходил параллельно кириллической и латинской транскрипцией по распоряжению польской военной власти Львова (генерала Т. Розвадовского и Начальной Команды Войска Польского).